# Baltupiai

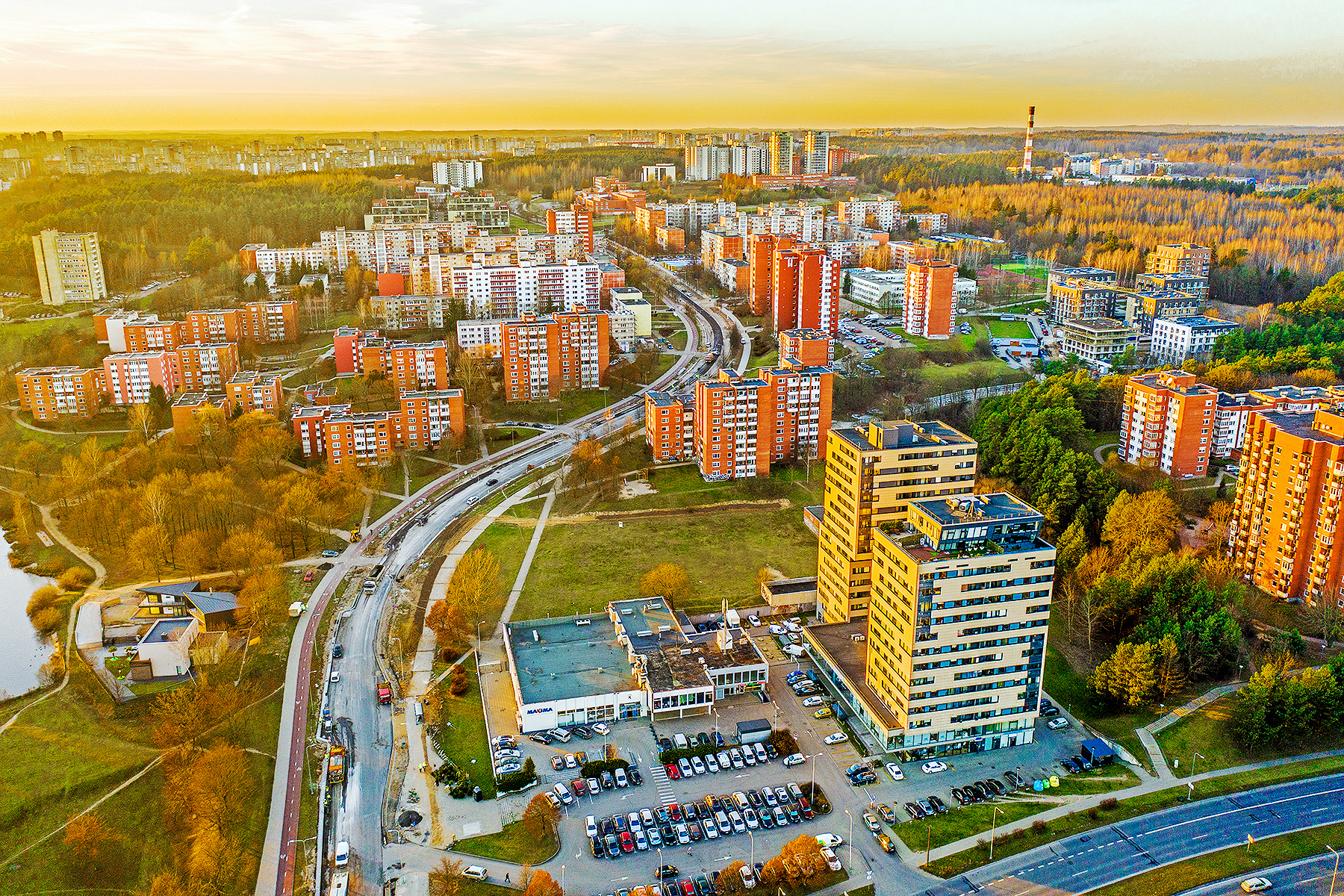
Luftbild (Didlaukio Str.)

Baltupiai ist ein Stadtteil der litauischen Hauptstadt Vilnius, im Norden vom Stadtzentrum, am rechten Ufer der Neris, neben Šeškinė, Valakampiai, Žirmūnai, Verkiai und Fabijoniškės. Er gehört zum Amtsbezirk  Verkiai der Stadtgemeinde Vilnius. Der Ort ist seit dem 14. Jahrhundert als ein Gutshof bekannt.

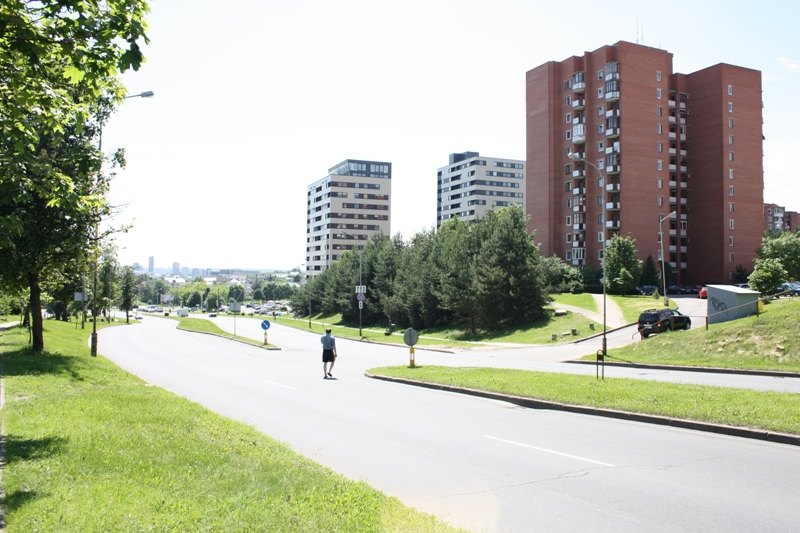
Kalvarijų Str.

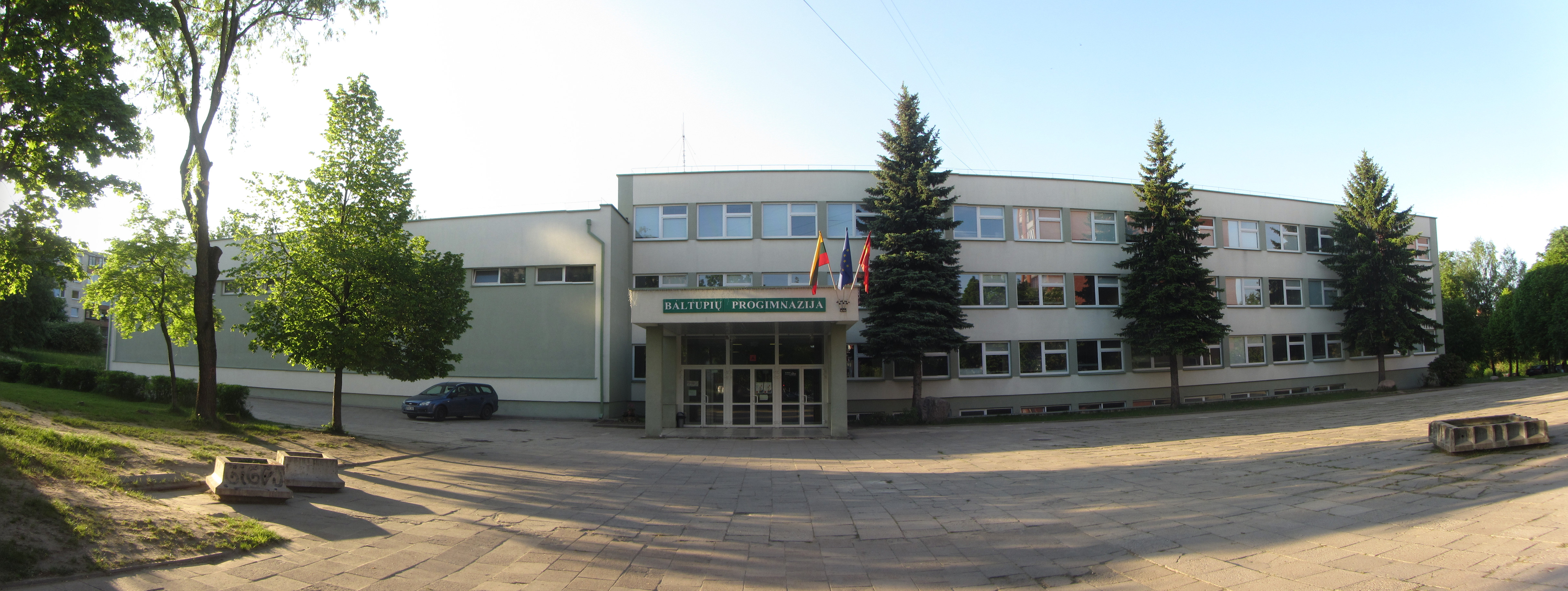
Schule

In Baltupiai gibt es ein Progymnasium, einen Stausee, eine Hochschule (das Kolleg Vilnius), eine Berufsschule, den  Jamontas-Park.